# Mała Syrenka: Dzieciństwo Ariel
Mała Syrenka: Dzieciństwo Ariel (ang. The Little Mermaid III lub The Little Mermaid: Ariel’s Beginning) – amerykański film animowany, prequel filmu z 1989 roku – Mała Syrenka. Premiera filmu odbyła się 26 sierpnia 2008.

## Fabuła
Król Tryton i jego żona, królowa Atena, rządzili podwodnym królestwem - Atlantyką. Mieli siedem córek, z których to Ariel była najmłodszą. Codziennie wypływają na lagunę nad wodą, gdzie grają muzykę i dobrze się bawią. Tryton pewnego dnia wręcza żonie pozytywkę. Niestety ich szczęśliwy czas przerywa piracki statek, który niespodziewanie nadpływa. Wszyscy – z wyjątkiem Ateny, która zamiast siebie, ratuje pozytywkę i tym samym zostaje przygnieciona do skały przez statek – zdołali uciec. Zrozpaczony po śmierci żony, Tryton rzuca pozytywkę jak najdalej i zakazuje muzyki w całym królestwie.
Dziesięć lat później Ariel i jej rodzina dalej żyją w żałobie. Opiekunami Ariel i jej sióstr zostaje Marina i jej manat afrykański oraz asystent, Beniamin. Marina jednak nienawidzi dziewcząt i pragnie zastąpić kraba Sebastiana na jego stanowisku, przy królu. Codziennie wszyscy wychodzą na poranny spacer. Ariel pewnego dnia spotyka Florka - młodą rybkę, którą wieczorem śledzi do tajnego, podziemnego klubu. Słysząc muzykę, Ariel odnajduje dawne szczęście, ale wkrótce zostaje zdemaskowana na środku parkietu. Cały zespół przestaje grać i ukrywa się, bojąc się, że księżniczka poskarży się królowi. Ariel zaczyna jednak śpiewać piosenkę, wyrażając swą miłość do muzyki oraz matki i ostatecznie przystępuje do klubu.
Kiedy Arielka się budzi następnego dnia, siostry wypytują ją o to gdzie była. Wyjaśnia im, gdzie była i wieczorem razem udadzą się do klubu, żeby się bawić. Ich obecność zostaje odkryta przez Marinę, która udała na skargę do Trytona. Awansuje przez to, a cały zespół – włącznie z Sebastianem – zostaje zamknięty w lochu. Król zasypuje główne wejście do klubu.
Po powrocie do domu Tryton zakazuje córkom opuszczać pałac. Ariel pyta, dlaczego muzyka jest zakazana. Ojciec odmawia odpowiedzi i mówi, że nie chce słyszeć muzyki w królestwie. Zrozpaczona Ariel wykrzykuje mu, że matka nie pozwoliłaby na to, żeby muzyka była zakazana. Tym wzbudza szok u sióstr. Uważa, że Atlantyka już nie jest jej domem, w związku z czym uwolnia Sebastiana i zespół muzyczny. Wszyscy razem uciekają z Atlantyki. Sebastian zabiera ich na odludne miejsce, gdzie Ariel znajduje starą pozytywkę matki, Ateny. Ariel i Sebastian zabierają pozytywkę i decydują się wrócić do domu. W drodze powrotnej spotkają Marinę i jej sprzymierzeńców - węgorze elektryczne. Marina ujawniając swoje prawdziwe oblicze chce ich zatrzymać, ale jej się nie udaje. Ostatecznie pokonana przez Sebastiana Marina, spada celowo w kierunku Sebastiana, a Ariel odpycha ją swym ciałem, co widzi Tryton. Ariel traci przytomność i z jej dłoni potacza się pozytywka, która się otwiera, grając muzykę. Ariel budzi się w ramionach zbolałego ojca. Tryton zaczyna zrozumieć, że nowe prawo mogło zabrać mu córki, przywraca muzykę w Atlantyce i wybiera Sebastiana jako nadwornego dyrygenta i kompozytora. Marina i Beniamin trafiają do lochu.

## Obsada głosowa
- Jodi Benson – Ariel
- Samuel E. Wright – Sebastian
- Jim Cummings –
  - król Tryton,
  - Shelbow
- Sally Field – Marina Del Rey
- Parker Goris – Florek
- Tara Strong –
  - Adella,
  - Andrina
- Jennifer Hale – Alana
- Grey DeLisle –
  - Aquata,
  - Arista
- Kari Wahlgren – Attina
- Jeff Bennett –
  - Benjamin,
  - Swordfish Guards
- Lorelei Hill Butters – królowa Atena (dialogi)
- Andrea Robinson – królowa Atena (śpiew)
- Kevin Michael Richardson –
  - Cheeks,
  - Ray-Ray
- Rob Paulsen –
  - Ink Spot,
  - Szybki

## Wersja polska
Reżyseria: Łukasz Lewandowski

Dialogi polskie: Ewa Mart

Kierownictwo muzyczne: Juliusz Kamil Kuźnik

Teksty piosenek: Wiesława Sujkowska

Opracowanie wersji polskiej: Sun Studio a/s oddział w Polsce

Nagranie i montaż dialogów: Ilona Czech-Kłoczewska

Nagranie i montaż piosenek: Piotr Zygo

Kierownictwo produkcji: Beata Jankowska

Opieka artystyczne: Maciej Eyman

Produkcja polskiej wersji językowej: Disney Character Voices International, Inc.

W wersji polskiej udział wzięli:
- Beata Jankowska-Tzimas – Ariel
- Emilian Kamiński – Sebastian/Narrator
- Włodzimierz Bednarski – Król Tryton
- Anna Sroka – Marina del Ray
- Benjamin Lewandowski – Florek
- Barbara Kałużna – Adella
- Aneta Todorczuk-Perchuć – Alana
- Izabela Dąbrowska – Andrina
- Katarzyna Łaska – Aquata
- Magdalena Krylik – Arista
- Katarzyna Tatarak – Attina
- Piotr Bajor – Benjamin
- Olga Bończyk – królowa Atena
- Andrzej Blumenfeld – Cheeks
- Wojciech Paszkowski – Ink Spot
- Zbigniew Konopka – Ray-Ray
- Jakub Szydłowski – Shelbow
- Zbigniew Suszyński – Szybki

W pozostałych rolach:
- Justyna Bojczuk
- Karolina Chlabicz
- Joanna Kopiec
- Olga Sarzyńska
- Kajetan Lewandowski
- Janusz Wituch
- Bartosz Obuchowicz
- Julia Kołakowska
- Mariusz Leszczyński
- Magdalena Warzecha
- Andrzej Gawroński
- Antonina Girycz
- Robert Tondera
- Cezary Nowak
- Monika Pikuła
- Tomasz Jarosz
- Jacek Mikołajczak
- Monika Węgiel
- Monika Wierzbicka
- Mirosław Zbrojewicz
- Andrzej Chudy
- Paweł Ciołkosz
- Robert Jarociński
- Mikołaj Klimek
- Elżbieta Jędrzejewska
- Jarosław Boberek
- Wiktor Zborowski
- Jan Kulczycki
- Marek Robaczewski
- Jacek Bursztynowicz
- Krzysztof Szczerbiński
- Joanna Pach
- Paweł Szczesny
- Wojciech Żołądkowicz

Piosenki wykonali:
- „Piosenka Ateny” – Olga Bończyk
- „Jeden maleńki błąd...” – Anna Sroka, Piotr Bajor
- „Tańcz i graj” – Ewelina Kordy, Katarzyna Łaska, Emilian Kamiński, Juliusz Kamil Kuźnik, Krzysztof Pietrzak, Jakub Szydłowski
- „Wciąż pamiętam” – Beata Jankowska-Tzimas
- „Jeden maleńki błąd... – repryza” – Anna Sroka, Piotr Bajor
- „Tańcz i graj – repryza” – Beata Jankowska-Tzimas, Ewelina Kordy, Katarzyna Łaska, Emilian Kamiński, Juliusz Kamil Kuźnik, Benjamin Lewandowski, Krzysztof Pietrzak, Jakub Szydłowski
- „Śpiewać chcę” – Katarzyna Łaska